# Wilfried Bauer (Fotograf)
Wilfried Bauer (* 21. September 1944 in Ingelheim am Rhein; † 5. Dezember 2005 in Hamburg) war ein deutscher Fotograf.

## Leben
Wilfried Bauer kam durch seine Eltern, die ein Fotogeschäft in Kandel besaßen, schon früh in Berührung mit der Fotografie. Nach einer Fotografenlehre bei seinem Vater Jakob Bauer war er von 1964 bis 1968 Assistent des Fotografen Robert Häusser in Mannheim. Ab 1969 arbeitete er als festangestellter Fotograf beim ZEITmagazin der Hamburger Wochenzeitung Die Zeit. Von 1976 an war er freiberuflich tätig und gehörte zu den gefragtesten deutschen Reportagefotografen. Viele seiner großen Fotostrecken wurden in den Magazinen GEO, Stern, FAZ-Magazin, Merian und dem Spiegel veröffentlicht. 
Wilfried Bauer nahm sich am 5. Dezember 2005 im Alter von 61 Jahren das Leben. Sein Archiv wird von der Stiftung F. C. Gundlach in Hamburg verwahrt. Seine Fotografien der documenta 5 und weitere gingen 2025 an das Documenta-Archiv, Kassel.

„Wilfried Bauer war ein sensibler Einzelgänger, ein Individualist, in der Sprache seiner Bilder. Er brauchte keine Sensationen, um unvergeßliche und ungewöhnliche Bilder, vor allem von Menschen, von Kindern oder der Natur, zu schaffen. Pflanzen waren Lebewesen für ihn wie Menschen.
[…] Er liebte die kurzen Brennweiten. Je kürzer, desto besser. Das ermöglichte ihm, physischen Kontakt mit den Menschen vor der Kamera aufzunehmen, er konnte sie berühren, sie krochen in seine Kamera hinein. Jede Distanz zwischen ihnen und dem Fremden, dem Beobachter, löste sich auf.
[…] nicht erst der tragische Tod Wilfried Bauers wirft ein Schlaglicht auf die Situation einer Altersgruppe von Fotografen, deren Arbeitsbedingungen mit dem Vordringen digitaler Arbeitsmethoden in Redaktionen und Agenturen sich dramatisch verändert haben. Auch langfristige Bindungen und Zusammenarbeit mit Redaktionen gibt es kaum noch.“

## Artikel
- Gorkipark: Garten an der Moskwa. In: Geo-Magazin., Hamburg 1979,10, S. 36–56. ISSN 0342-8311
- Bundeskanzleramt: Haust so die Macht? In: Geo-Magazin, Hamburg 1979, 12, S. 36–60. ISSN 0342-8311
- Dnjepr: Kummer mit Batjuschka. In: Geo-Magazin, Hamburg 1980,1, S. 120–144.  Fotos zum informativen Erlebnisbericht. ISSN 0342-8311
- Lübeck: Wo 15 000  im Denkmal wohnen. In: Geo-Magazin, Hamburg 1980, 2, S. 112–136. Fotos zum Erlebnisbericht von Manfred Sack. ISSN 0342-8311
- Bäume: Deutschlands grüne Patriarchen. In: Geo-Magazin, Hamburg 1980, 5, S. 128–150. Fotos zum informativen Bericht. ISSN 0342-8311